# Vznětový motor

Rozpis fází čtyřtaktního vznětového motoru

Animace funkce vznětového motoru

Vznětový motor, běžně také nazývaný dieselový motor, naftový motor, Dieselův motor či zkráceně jen diesel, je druh pístového spalovacího motoru s vnitřním spalováním.
Byl vynalezen Rudolfem Dieselem a zdokonalen Charlesem Ketteringem.
Chemická energie vázaná v palivu se mění na mechanickou energii ve formě otáčivého pohybu výstupního hřídele motoru. Na rozdíl od zážehových motorů je palivo do spalovacího prostoru motoru dopravováno odděleně od vzduchu speciálním vysokotlakým čerpadlem a vysokotlakým potrubím.
Vznětový motor pracuje obvykle jako čtyřdobý spalovací motor nebo jako dvoudobý spalovací motor (například lodní motory).

## Funkce

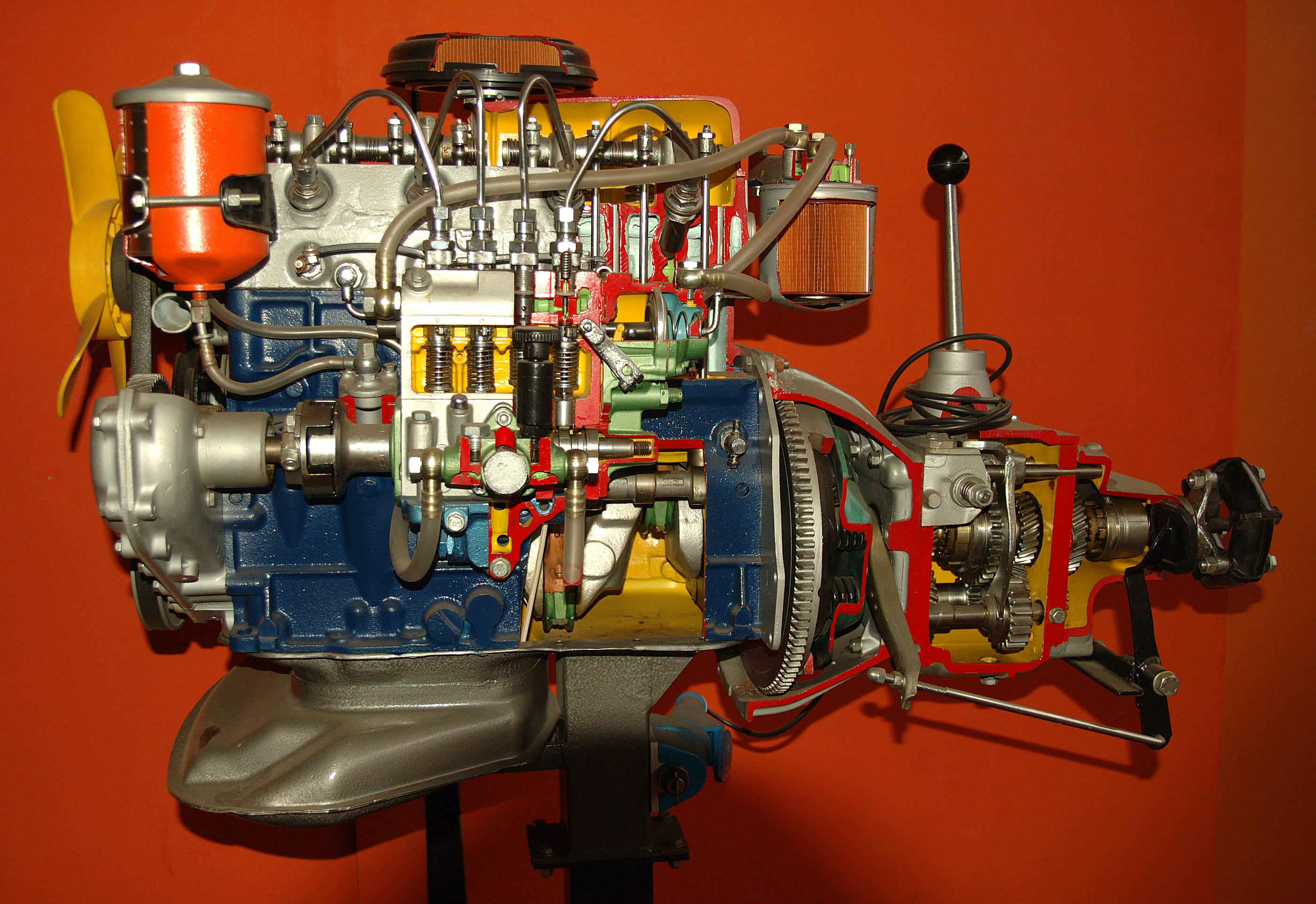
Vznětový motor v řezu

1. Do spalovacího prostoru se nejprve nasává vzduch (sání) při tlaku 0,08–0,085 MPa.
2. Po uzavření sacího ventilu se nasátý vzduch stlačuje (komprimuje), píst se pohybuje směrem k horní úvrati, jeho teplota roste na 550–800 °C a tlak stoupá na cca 3 až 4 MPa (při kompresním poměru okolo 1÷14 až 20). Před horní úvratí je tryskou do válce vstříknuta čerpadlem pod tlakem (10–25 MPa, při použití Common rail, nebo PD (Pumpe Düse) 100–200 MPa) přesně odměřená dávka paliva (obvykle nafta či stlačený zemní plyn), která je jemně rozprášena. Palivo začne hořet samovznícením ve vzduchu ohřátém kompresí.
3. Ve fázi expanze je pak vzniklý tlak převeden na mechanickou práci, (adiabatický děj).
4. V poslední fázi (výfuk) se otevírá výfukový ventil a spaliny jsou vytlačeny do výfuku, (izobarický děj).[2]

Palivo se může vstřikovat do válce (přímý vstřik), ale z důvodu tvrdého chodu se u menších motorů často vstřikuje do předkomůrky (komůrkové motory). Tím se utlumí rázy a někdy zlepší spalování, ale ztráty prouděním plynů a zvětšením spalovacího prostoru snižují termodynamickou účinnost motoru.

## Zvyšování výkonu

### Přeplňování
Vznětové motory jsou často vybavovány kompresorem, nejčastěji – takřka výhradně turbodmychadlem. Takto vybavené motory se označují jako přeplňované. Přeplňování umožňuje lépe využít spalovací prostor. Více vzduchu umožní spálit více paliva a při stejném objemu zvýšit výkon motoru o 30 a více procent. Záleží na velikosti plnicího tlaku – výkon ve srovnání s motorem nepřeplňovaným může být i více než dvojnásobný. Tepelná účinnost motoru se obvykle také zvyšuje. Zároveň lze účinněji chladit spalovací prostor větším překryvem otevření ventilů během přechodu z výfuku do sání (horké spaliny jsou „vyfouknuty“ plnicím vzduchem). U motorů přeplňovaných turbodmychadlem se využívá energie plynů, které by jinak již jen bez užitku volně unikly výfukem.
Turbodmychadlo je poháněno odtokem spalin z motoru, proto přináší efekt jen ve vyšších otáčkách, kdy je rychlost spalin dostatečně vysoká.
Mechanický kompresor, poháněný přímo motorem, má podobný efekt, a to již v nízkých otáčkách, protože je poháněn mechanicky – převodem od klikového hřídele. Je to ale na úkor výkonu. Setkáme se s ním především u starších konstrukcí dvoudobých motorů, kde byl pro rozběh motoru nezbytný. Konstrukčně je obvykle proveden jako Rootsovo dmychadlo.

### Systém vstřiku paliva
Pro zvýšení výkonu motoru, lepší průběh kroutícího momentu a nižší emise se používají elektronicky řízené systémy vstřiku paliva: čerpadlo-tryska či Common rail. Je u nich dosahováno přesnější dávky paliva, je možné vstříknout více menších dávek během jedné doby než u klasického vstřikování paliva.
Injektory umožňují vstřikovat až 7 krát během zmiňované doby, nicméně v praxi se nesetkáváme s plným využitím této funkce. Zpravidla můžeme rozdělit vstřiky do těchto kroků:
- 1.–3. – Pre Injection – krátké vstřiky před horní úvratí sloužící k předehřátí prostoru válce a ke snížení hluku motoru
- 4. – Main Injection – hlavní vstřik paliva do válce, který vytváří kroutící moment, vstřik je zpravidla několikanásobně delší než ostatní vstřiky
- 5.–7. – Post Injection – vstřik až za horní úvratí válce sloužící k vyčištění filtru pevných částic, kdy samotné hoření probíhá až ve výfukovém potrubí (nezapíná se v každém cyklu, řízen podle potřeby řídící jednotkou motoru)

## Použití

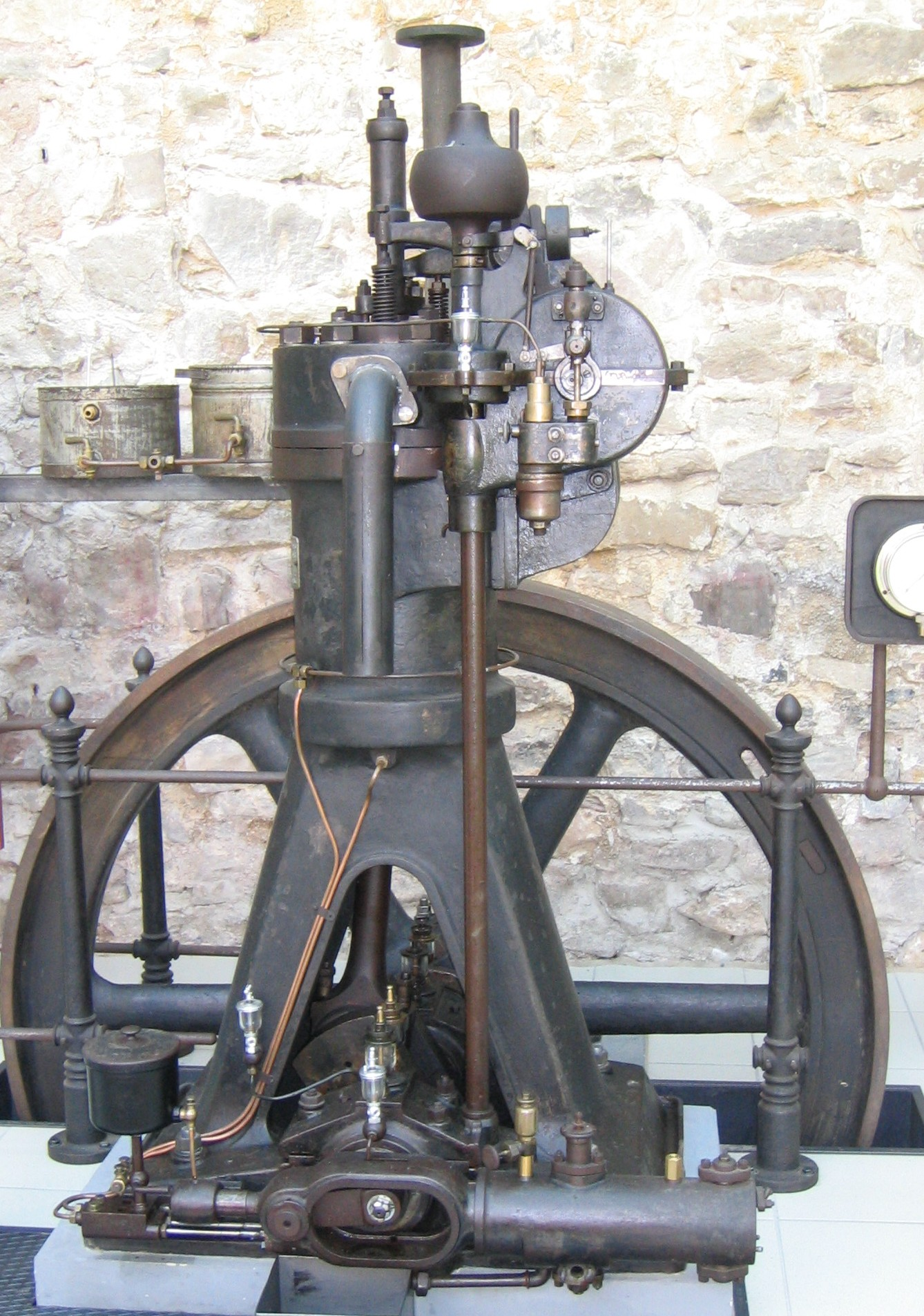
Stacionární diesel MAN z roku 1906 o výkonu 12 koňských sil

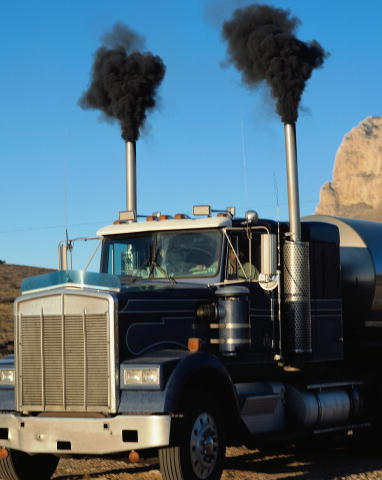
Dieselové motory jsou významným zdrojem prachových částic

Vznětové motory pohánějí dopravní stroje (plavidla, lokomotivy, automobily, zemědělské stroje). Svého času sloužily i v letecké dopravě. Stacionární vznětové motory se využívají pro pohon strojů, které nemají pevný přívod elektrického proudu, případně jako pohon elektrických generátorů (dieselagregáty). Velký význam mají u speciálních stavebních a zemědělských strojů a u vojenských mobilních mechanismů.
Velké (lodní či lokomotivní) motory bývají konstruovány jako víceválcové a bývají pomaluběžné. Platí zde přibližně úměra: čím větší vznětový motor, tím nižší jmenovité otáčky. Otáčky se u velkých motorů pohybují řádově ve stovkách otáček za minutu. Největší lodní motory se staví jako řadové, jsou dvoudobé a mají křižákové uspořádání klikového mechanismu.

## Znečišťování ovzduší
Staré dieselové motory nebyly vybaveny katalyzátorem a jejich výfukové plyny obsahují mj. množství malých prachových částic (sazí) vznikajících nedokonalým spalováním nafty. Proto jsou významným zdrojem znečištění ovzduší. Katalyzátorem mohou být vybaveny vozy splňující emisní normu Euro IV a vyšší (technologie SCR), nebo jsou vybaveny filtrem pevných částic DPF (technologie EGR). 

### Aféra Dieselgate
Po roce 2017 je snaha o ukončení prodejů osobních automobilů se vznětovým motorem kvůli aféře Dieselgate. Do velkých německých měst je zákaz vjezdu do emisní normy Euro 3.

## Alternativní konstrukce

### Kombinace nafty s benzínem
Mazda vyvíjí motor označený SPCCI, který je principem vznětový, ale spaluje benzín a k ovládání momentu vznícení směsi používá zapalovací svíčku. Wisconsinská univerzita nyní představila motor, který spaluje benzín i naftu zároveň. Říká mu RCCI – „Reactivity Controlled Compression Ignition“, tedy „reaktivitou řízené vznícení komprese“.
Reaktivita popisuje schopnost paliva samovznícení za vysokých teplot (při kompresi). Řízení reaktivity označuje poměr mísení vysoce reaktivního s nízkoreaktivním palivem. Nízkoreaktivní palivo může být benzín, ethanol nebo zemní plyn. Vysoce reaktivní je nafta. Do spalovací komory je nasáta směs vzduchu s benzínem. Nafta je vstříknuta posléze kvůli promíchání směsi. Druhý vstřik pak obohatí směs na úroveň potřebnou k samovznícení. Poměry směsi určuje řídící jednotka na základě zatížení. Jestliže dnešní[ujasnit] vznětové motory mají účinnost 40 %, dosahuje RCCI motor při ideálních podmínkách až 60 %. Kombinace dvou paliv vede ke složitosti motoru, což je zatím překážka běžnému nasazení. Umožňuje však využít výhody benzínového motoru (ekologie) a vznětového (kroutící moment, účinnost).